# 菱沼義久
菱沼 義久（ひしぬま よしひさ）は、日本の農林水産技官。農林水産省大臣官房生産振興審議官、農林水産省大臣官房技術総括審議官兼農林水産技術会議事務局長を経て、中央果実協会副理事長、日本農業機械化協会会長。

## 人物・経歴
埼玉県出身。埼玉県立浦和高等学校を経て、東北大学農学部卒業。末松広行農林水産事務次官は高校のクラスの同級生。1983年農林水産省入省。1987年農林水産省食品流通局野菜振興課。2001年農林水産省生産局野菜課。2003年香川県農政水産部次長。2008年農林水産省生産局生産流通振興課流通加工対策室長。2010年農林水産省大臣官房参事官。
2011年農林水産省生産局園芸作物課長。2015年農林水産技術会議事務局研究総務官。2018年農林水産省大臣官房生産振興審議官。2019年農林水産省大臣官房技術総括審議官兼農林水産技術会議事務局長。2021年退職、大日本農会技術顧問。2022年中央果実協会副理事長、日本青果物輸出促進協議会会長。2023年日本農業機械化協会会長。